# Buddy Boeheim
Jackson Thomas „Buddy” Boeheim (ur. 11 listopada 1999 w Fayetteville) – amerykański koszykarz, występujący na pozycji rzucającego obrońcy.
Jego ojcem jest trener koszykówki akademickiej NCAA – Jim Boeheim, członek Koszykarskiej Galerii Sław im. Jamesa Naismitha. Jako asystent trenera męskiej kadry Stanów Zjednoczonych zdobył trzy złote medale olimpijskie (2008, 2012, 2016), dwa mistrzostw świata (2010, 2014) i jeden mistrzostw Ameryki (2007) oraz dwa brązowe mistrzostw świata (1990, 2006).
21 października 2023 został zwolniony przez Detroit Pistons.

## Osiągnięcia
Stan na 2 listopada 2023, na podstawie, o ile nie zaznaczono inaczej.
NCAA
- Uczestnik rozgrywek Sweet 16 turnieju NCAA (2021)
- Zaliczony do I składu:
  - ACC (2022)
  - turnieju ACC (2021)
- Zawodnik kolejki ACC (20.01.2020, 31.02.2022)
- Lider konferencji ACC w:
  - średniej:
    - punktów (2022 – 19,2)
    - rozegranych minut (2022 – 38)

  - skuteczności rzutów:
    - wolnych (2022 – 88,4%)
    - za 3 punkty (2020 – 37%)

  - liczbie
    - celnych rzutów za 3 punkty (2020 – 97, 2021 – 77)
    - oddanych rzutów:
      - za 3 punkty (2020 – 262, 2021 – 201)
      - z gry (2021 – 372)